# 丁寶銓
丁寶銓（1866年—1919年），字衡甫、號默存、諡恪敏，江蘇省淮安府山陽縣（淮安縣，今江苏省淮安市淮安区）人，清末民初官员，光绪年间进士出身。

## 生平
光緒十四年（1889年）中舉人，次年联捷進士，在吏部文選司行走。历升稽勳司主事、考功司員外郎、稽勳司郎中。光緒二十六年（1900年），任軍機章京、吏部文選等司總辦。次年，改廣東惠潮嘉道，處理潮普選鋒營清辦潮嘉匪務。光緒三十一年，任山西冀寧道、總辦全省洋務局督辦學務處。光緒三十二年，任山西按察使、山西按察使。光緒三十三年，任山西布政使。宣統元年（1909年），授山西巡撫。民國元年（1912年），任北洋政府全國水利局副總裁。
清亡后，丁宝铨与废帝溥仪一直有联系，以为郑孝胥“自任甚重”。民国八年（1919年）卒，溥仪赐谥恪敏，由郑孝胥曾奉旨撰写墓志铭。